# Robert Hammond
Robert Rodney ("Rob") Hammond (Townsville, 6 mei 1981) is een hockeyer met de Australische nationaliteit.
De middenvelder maakte zijn debuut voor de Kookaburras in 2001. Hammond maakte deel uit van de selecties die deelnam aan de Olympische Spelen van 2004 in Athene en van 2008 in Peking, waar respectievelijk de gouden en de bronzen medaille behaald werden. Hij werd ook wereldkampioen tijdens het kampioenschap van 2010. De Spelen van 2012 moest Hammond aan zich voorbij laten gaan vanwege een polsblessure. Hij speelde wel mee tijdens de halve finale van de Hockey World League in Rotterdam. Hammond speelde in het seizoen 2006/07 en van 2008 tot en met 2011 in de Nederlandse Hoofdklasse in het shirt van Oranje Zwart.

## Belangrijkste resultaten
- 2004  Olympische Spelen te Athene (Grc)
- 2006  Gemenebestspelen te Melbourne (Aus)
- 2007  Champions Trophy te Kuala Lumpur (Mys)
- 2008  Olympische Spelen te Peking (Chn)
- 2010  WK hockey te New Delhi (Ind)
- 2010  Champions Trophy te Mönchengladbach (Dui)